# Подгорје Брачевачко
Подгорје Брачевачко (хрв. Podgorje Bračevačko) је насељено место у општини Дрење, Осјечко-барањска жупанија, Хрватска.

## Историја
До територијалне реорганизације у Хрватској било је у саставу старе општине Ђаково.

## Становништво
У попису становништва из 2011. године, Подгорје Брачевачко је имало 70 становника.
| Број становника према пописима | Број становника према пописима | Број становника према пописима | Број становника према пописима | Број становника према пописима | Број становника према пописима | Број становника према пописима | Број становника према пописима | Број становника према пописима | Број становника према пописима | Број становника према пописима | Број становника према пописима | Број становника према пописима | Број становника према пописима | Број становника према пописима | Број становника према пописима |
| ------------------------------ | ------------------------------ | ------------------------------ | ------------------------------ | ------------------------------ | ------------------------------ | ------------------------------ | ------------------------------ | ------------------------------ | ------------------------------ | ------------------------------ | ------------------------------ | ------------------------------ | ------------------------------ | ------------------------------ | ------------------------------ |
| 1857                           | 1869                           | 1880                           | 1890                           | 1900                           | 1910                           | 1921                           | 1931                           | 1948                           | 1953                           | 1961                           | 1971                           | 1981                           | 1991                           | 2001                           | 2011                           |
| 206                            | 240                            | 211                            | 239                            | 259                            | 394                            | 389                            | 470                            | 202                            | 220                            | 185                            | 186                            | 137                            | 78                             | 79                             | 70                             |

Напомена: До 1900. исказивано под именом Подгорје.

### Попис1991.
У попису становништва из 1991. године, Подгорје Брачевачко је имало 78 становника, следећег националног састава:
| Попис 1991.‍ | Попис 1991.‍ | Попис 1991.‍ | Попис 1991.‍ | Попис 1991.‍ |
| ----------- | ----------- | ----------- | ----------- | ----------- |
|             |             |             |             |             |
| Срби        | Срби        |             | 45          | 57,69%      |
| Хрвати      | Хрвати      |             | 29          | 37,17%      |
| Југословени | Југословени |             | 1           | 1,28%       |
| Мађари      | Мађари      |             | 1           | 1,28%       |
| непознато   | непознато   |             | 2           | 2,56%       |
| укупно: 78  |             |             |             |             |

### Попис1910.
| Подгорје Брачевачко | Подгорје Брачевачко |
| --- | --- |
| језик | вера |
| укупно: 394 Српски 313 (79,44%) Мађарски 38 (9,64%) Хрватски 36 (9,13%) Словачки 4 (1,01%) Немачки 2 (0,50%) Чешки 1 (0,25%) | <div style="border:solid transparent;position:absolute;width:100px;line-height:0;<div style="border:solid transparent;position:absolute;width:100px;line-height:0;<div style="border:solid transparent;position:absolute;width:100px;line-height:0;<div style="border:solid transparent;position:absolute;width:100px;line-height:0; укупно: 394 Православци 313 (79,44%) Римокатолици 81 (20,55%) - (-%) |